# سرنون (المرن)
السِّرنون هي بلدية فرنسية تقع في مقاطعة المرن في منطقة الشرق الكبير. يُطلق على السكان اسم السرنونيون.